# Тугозвоново
Тугозво́ново (рос. Тугозвоново) — село у складі Шипуновського району Алтайського краю, Росія. Адміністративний центр Тугозвоновської сільської ради.

## Населення
Населення — 1222 особи (2010; 1437 у 2002).
Національний склад (станом на 2002 рік):
- росіяни — 98 %